# Säve (tätort)
Säve är en  tätort i primärområdet Säve på Hisingen i Göteborg. 

## Befolkningsutveckling
| Befolkningsutvecklingen i Säve 1960–2020 | Befolkningsutvecklingen i Säve 1960–2020 | Befolkningsutvecklingen i Säve 1960–2020 | Befolkningsutvecklingen i Säve 1960–2020 | Befolkningsutvecklingen i Säve 1960–2020 |
| ---------------------------------------- | ---------------------------------------- | ---------------------------------------- | ---------------------------------------- | ---------------------------------------- |
|                                          |                                          |                                          |                                          |                                          |
| År                                       |                                          |                                          | Folkmängd                                | Areal (ha)                               |
| 1960                                     | 1960                                     |                                          | 252                                      |                                          |
| 1965                                     | 1965                                     |                                          | 343                                      |                                          |
| 1970                                     | 1970                                     |                                          | 372                                      |                                          |
| 1975                                     | 1975                                     |                                          | 367                                      |                                          |
| 1980                                     | 1980                                     |                                          | 342                                      |                                          |
| 1990                                     | 1990                                     |                                          | 384                                      | 43                                       |
| 1995                                     | 1995                                     |                                          | 698                                      | 47                                       |
| 2000                                     | 2000                                     |                                          | 736                                      | 47                                       |
| 2005                                     | 2005                                     |                                          | 774                                      | 47                                       |
| 2010                                     | 2010                                     |                                          | 743                                      | 47                                       |
| 2015                                     | 2015                                     |                                          | 759                                      | 68                                       |
| 2020                                     | 2020                                     |                                          | 715                                      | 69                                       |
|                                          |                                          |                                          |                                          |                                          |

## Kommunikationer
Bohusbanan, från Göteborg C till Strömstad, går rätt igenom Säve över till fastlandet vid Ytterby, som är Bohusbanans första hållplats efter Göteborg C. Stationshuset och bangården finns kvar, men tågen stannar inte här. 
Göteborgs längsta väg, Kongahällavägen, går igenom Säve, och har varit landsväg under långa tider. Vägen går mellan Torslanda, via Låssby och Björlanda, till Bärby Korsväg. Vid T-korsningen med Tuvevägen fortsätter den genom Säve samhälle till Gunnesby. Vägen rakt fram leder till Kornhalls färja ("Kornhallsvägen"), och Kongahällavägen fortsätter över Bohusbanan vidare mot Skålvisered, Ragnhildsholmen, Rödbo och Kungälv.
Vägen med den officiella benämningen E6.20, heter Hisingsleden fram till korsningen med Tuvevägen, och därefter Norrleden. Korsningen ligger strax öster om Assmundtorp, är trafikljusreglerad och kallas i folkmun för "Sävekorset".

## Kända personer med anknytning till Säve
- Jöns Rundbäck, organist i Säve kyrka, tillika riksdagsledamot. Tog initiativet till Hisingens första broförbindelse med fastlandet, den så kallade Hisingsbron